# Departamento San Lorenzo (Santa Fe)
El departamento San Lorenzo pertenece a la provincia argentina de Santa Fe, en él se desarrolló el combate de San Lorenzo, bautismo de fuego del Regimiento de Granaderos a Caballo comandado por el entonces coronel José de San Martín y la batalla inicial de la Guerra de Independencia Hispanoamericana; y la única que desarrolló su comandante en tierra argentina.

## Aspectos geográficos
El departamento se encuentra ubicado al sudeste de la provincia, sobre la margen derecha del río Paraná. La cabecera del departamento es la ciudad homónima.
Una porción importante del mismo forma parte del conurbano de Rosario. Tiene una superficie de 32 km², y la separa de la ciudad de Rosario 24 km al sur y de Santa Fe 150 km al norte.

## Distritos
El departamento de San Lorenzo comprende un total de 15 distritos, categorizados en 6 municipios de 2ª categoría:
| Municipio 2ª categoría    | Población municipio (2010) | Localidad                 | Población localidad (2010) |
| ------------------------- | -------------------------- | ------------------------- | -------------------------- |
| Capitán Bermúdez          | 29.425                     | Capitán Bermúdez          | 29.218                     |
| Carcarañá                 | 16.432                     | Carcarañá                 | 16.277                     |
| Fray Luis Beltrán         | 15.389                     | Fray Luis Beltrán         | 15.176                     |
| Puerto General San Martín | 13.409                     | Puerto General San Martín | 13.243                     |
| Roldán                    | 14.299                     | Roldán                    | 14.113                     |
| San Lorenzo               | 46.239                     | San Lorenzo               | 45.958                     |

Y 9 comunas:
| Comuna           | Población municipio (2010) | Localidad          | Población localidad (2010) |
| ---------------- | -------------------------- | ------------------ | -------------------------- |
| Aldao            | 727                        | Aldao              | 587                        |
| Coronel Arnold   | 926                        | Coronel Arnold     | 857                        |
| Fuentes          | 3.521                      | Fuentes            | 2.791                      |
| Luis Palacios    | 1.035                      | Luis Palacios      | 836                        |
| Luis Palacios    | 1.035                      | Vicente Echeverría | S/D                        |
| Pujato           | 3.699                      | Pujato             | 3.370                      |
| Ricardone        | 2.703                      | Ricardone          | 2.570                      |
| San Jerónimo Sud | 2.780                      | San Jerónimo Sud   | 2.641                      |
| Timbúes          | 4.294                      | Timbúes            | 3.694                      |
| Timbúes          | 4.294                      | Villa Elvira       | 297                        |
| Villa Mugueta    | 2.270                      | Maizales           | S/D                        |
| Villa Mugueta    | 2.270                      | Villa Mugueta      | 2.139                      |

## Demografía
Según los resultados definitivos del censo de 2022 la población del departamento alcanza los 194.580 habitantes.
La población se encuentra repartida en 99 816 mujeres y 94 764 hombres, con un índice de masculinidad de 94,9 hombres por cada 100 mujeres. 
La edad mediana de la población es de 33 años (34 años entre las mujeres y 32 años entre los hombres).
El 11,1% de la población tiene más de 65 años (frente al 10,9% en 2010), y el 2,4% de la población tiene más de 80 años (indicando un retroceso frente al 2,6% en 2010)
De las personas residentes en el departamento, unas 23 001 (11,8% del total departamental) nacieron en otra provincia, y unas 1 777 (0,9% del total departamental) lo hicieron fuera del país, siendo los grupos de inmigrantes más numerosos los provenientes de:
- Paraguay: 329 personas
- Venezuela: 144 personas
- Bolivia: 144 personas
- Italia: 135 personas
- Chile: 131 personas

De acuerdo al Censo 2010, vivían en el departamento 159.184 personas. Esto lo convertía en el sexto departamento más poblado de la provincia.